# Кінний спорт на літніх Олімпійських іграх 1976
Змагання з кінного спорту на літніх Олімпійських іграх 1976 у Монреалі тривали з 23 липня до 1 серпня в Олімпійському кінно-спортивному центрі і на Олімпійському стадіоні (Кубок націй). В програмі було три види кінного спорту: виїздка, триборство і конкур. Кожен з них поділявся на індивідуальні та командні змагання, тобто загалом розіграно 6 комплектів нагород.

## Медальний залік
| Дисципліни               | Золото | Срібло | Бронза |
| ------------------------ | --- | --- | --- |
| Індивідуальна виїздка    | Крістін Штюкельберґер на Granat (SUI)                                                                                             | Гаррі Больдт на Woycek (FRG)                                                                                          | Райнер Клімке на Mehmed (FRG) |
| Командна виїздка         | ФРН (FRG) Гаррі Больдт на Woycek Райнер Клімке на Mehmed Ґабріела Ґрілло на Ultimo                                                | Швейцарія (SUI) Крістін Штюкельберґер на Granat Ульріх Леман на Widin Доріс Рамзаєр на Roch                           | США (USA) Гілда Ґерні на Keen Дороті Моркіс на Monaco Едіт Мастер на Dahlwitz                                                      |
| Індивідуальне триборство | Едмунд Коффін на Bally-Cor (USA)                                                                                                  | Майкл Пламб на Better & Better (USA)                                                                                  | Карл Шульц на Madrigal (FRG) |
| Командне триборство      | США (USA) Едмунд Коффін на Bally-Cor Майкл Пламб на Better & Better Брюс Девідсон на Irish-Cap Мері Енн Таускі на Marcus Aurelius | ФРН (FRG) Карл Шульц на Madrigal Герберт Блекер на Albrant Гельмут Ретемаєр на Pauline Отто Аммерманн на Volturno     | Австралія (AUS) Вейн Ройкрофт на Laurenson Мервін Беннет на Regal Reign Білл Ройкрофт на Version Деніс Піґотт на Hillstead         |
| Індивідуальний конкур    | Альвін Шокемеле на Warwick Rex (FRG)                                                                                              | Мішель Веянкур на Branch County (CAN)                                                                                 | Франсуа Маті на Gai Luron (BEL) |
| Командний конкур         | Франція (FRA) Юбер Паро на Rivage Жан-Марсель Розьє на Bayard de Maupas Марк Роге на Belle de Mars Мішель Рош на Un Espoir        | ФРН (FRG) Альвін Шокемеле на Warwick Rex Ганс Ґюнтер Вінклер на Torphy Зенке Зенкзен на Kwepe Пауль Шокемеле на Agent | Бельгія (BEL) Ерік Ваутерс на Gute Sitte Франсуа Маті на Gai Luron Едґар-Генрі Куеппе на Le Champion Станні ван Пассхен на Porsche |

## Країни-учасниці
Змагалися 135 вершників (111 чоловіків і 24 жінки) з 23-х країн.

## Таблиця медалей
| Місце               | Країна              | Золото | Срібло | Бронза | Загалом |
| ------------------- | ------------------- | ------ | ------ | ------ | ------- |
| 1                   | ФРН (FRG)           | 2      | 3      | 2      | 7       |
| 2                   | США (USA)           | 2      | 1      | 1      | 4       |
| 3                   | Швейцарія (SUI)     | 1      | 1      | 0      | 2       |
| 4                   | Франція (FRA)       | 1      | 0      | 0      | 1       |
| 5                   | Канада (CAN)        | 0      | 1      | 0      | 1       |
| 6                   | Бельгія (BEL)       | 0      | 0      | 2      | 2       |
| 7                   | Австралія (AUS)     | 0      | 0      | 1      | 1       |
| Загалом (7 збірних) | Загалом (7 збірних) | 6      | 6      | 6      | 18      |